# Bivolare
Bivolare (Bulgaars: Биволаре) is een dorp in het noordwesten van Bulgarije. Zij is gelegen in de gemeente Dolna Mitropolija, oblast Pleven. Het dorp ligt ongeveer 9 km ten noordwesten van Pleven en 133 km ten noordoosten van de hoofdstad Sofia.

## Bevolking
De bevolking van het dorp Bivolare bestond in 1934 uit 1.294 personen. In 1956 bereikte het inwonersaantal een maximum met 1.851 personen. Daarna is de bevolking afgenomen tot 909 personen in 1965, 767 personen in 1985, 589 personen in februari 2011 en 520 personen in december 2019.
Van de 589 inwoners in 2011 reageerden er 530 op de optionele volkstelling. Van deze 530 respondenten identificeerden 489 personen zichzelf als etnische Bulgaren (92,3%), gevolgd door 39 Bulgaarse Turken (7,4%) en 2 ondefinieerbare personen (0,3%).